# Vorwerk Steinberg

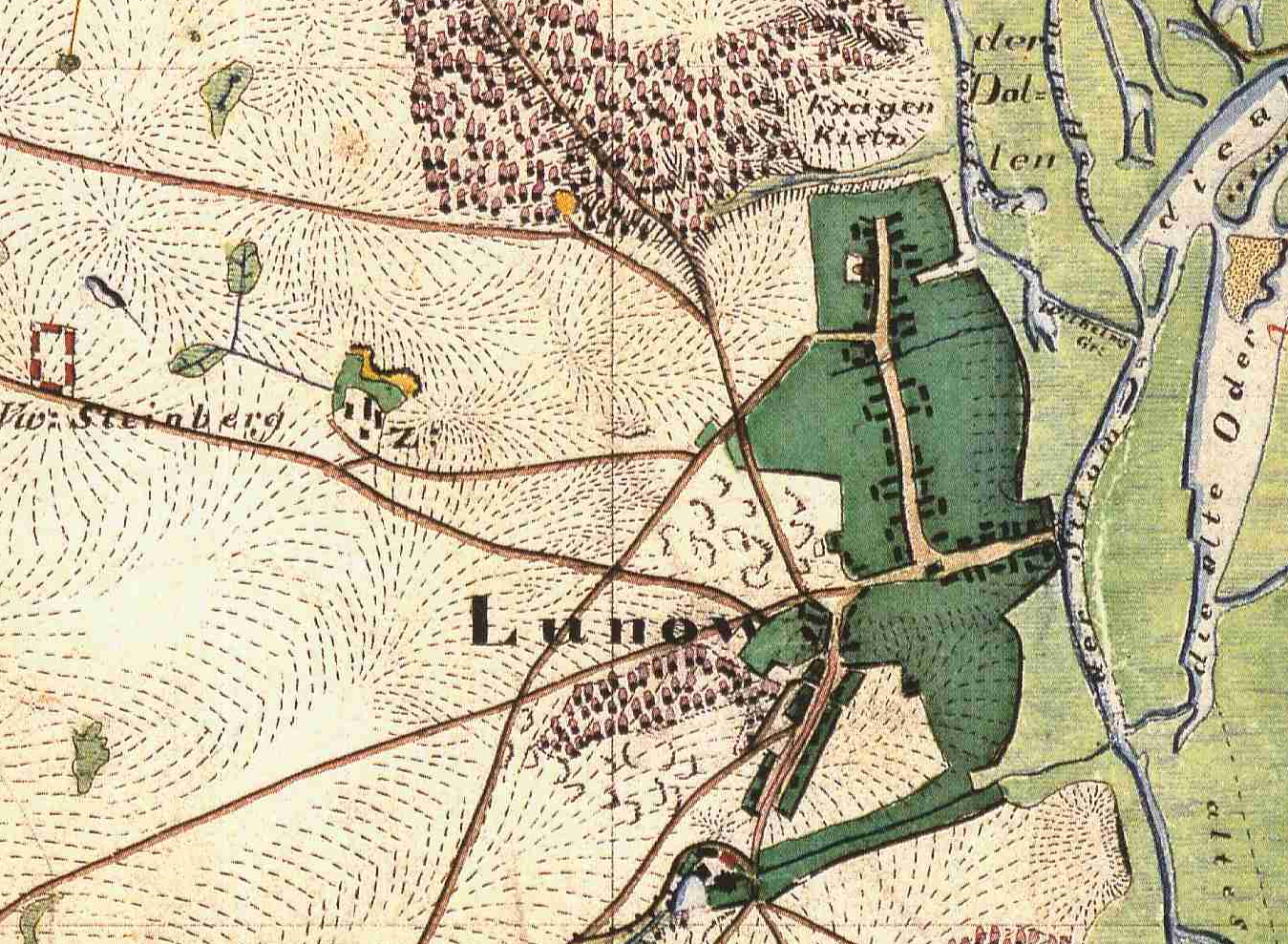
Lunow mit Vorwerk Steinberg auf dem Urmesstischblatt 3050 Lunow von 1826

Vorwerk Steinberg ist ein Wohnplatz im Ortsteil Lunow der Gemeinde Lunow-Stolzenhagen (Landkreis Barnim, Brandenburg). Das Vorwerk wurde 1825/26 durch das Schulamt Neuendorf aufgebaut.

## Lage
Der Wohnplatz Vorwerk Steinberg liegt an der Verbindungsstraße von Lunow nach Lüdersdorf, etwa 700 Meter vom Ortskern von Lunow entfernt, etwa in der Mitte zwischen den beiden Ortskernen von Lunow und Lüdersdorf. Der Wohnplatz liegt etwa auf 57 m ü. NHN.

## Geschichte
Im Jahr 1825 wurde das neue, durch den Pächter des Schulamtes Neuendorf Friedrich Wilhelm Karbe (1793–1855) auf der Feldmark Lunow aufgebaute Vorwerk zwischen Lunow und Lüdersdorf benannt. Das Vorwerk war auf jeden Fall im Jahr 1826 fertig gestellt, denn es ist bereits auf dem Urmesstischblatt von 1826 verzeichnet. 1840 gehörten zum Vorwerk schon drei Wohnhäuser, in denen 37 Menschen wohnten. Friedrich Karbe war durch die Pachtung des Schulgutes zum wohlhabenden Mann geworden. 1845 kaufte er das Rittergut Kurtschow im damaligen Kreis Crossen (heute Korczyców, Powiat Krośnieński, Polen) für 72.000 Taler vom Vorbesitzer Guthmann ab.
Nach Heinrich Berghaus betrug die jährliche Pacht für die zwei Vorwerke in Neuendorf und Steinberg 1853 4539 Taler. 1855 war der Pächter des Schulamtes Neuendorf Friedrich Wilhelm Karbe gestorben. Seine Witwe, Frau Henriette geb. Baath (1799–1874) führte das Amt zunächst weiter unter Mithilfe ihres Sohnes Friedrich Karbe, der noch 1860/61 als Schulamtsassistent bezeichnet wurde. 1861 wurde er amtlich als Mitpächter angenommen. 1860 gehörten zum Vorwerk Steinberg neben den drei Wohngebäuden auch 15 Wirtschaftsgebäude. Vorwerk Steinberg gehörte damals zum Gutsbezirk Neuendorf und war zusammen mit dem Vorwerk in Neuendorf verpachtet. Die Ansiedlung in Vorwerk Steinberg hatte 1860 immerhin 47 Einwohner.
Adolf Frantz gab 1863 die Größe des Vorwerks Steinberg mit 1306 Morgen an, davon 790 Morgen Acker, 272 Morgen Wiese und 178 Morgen Weide (in der Addition ergeben sich aber nur 1240 Morgen!).
Nach dem Königlich Preußischen Staatsanzeiger von 1864 sollten die Vorwerke Neuendorf und Steinberg (erneut) auf 18 Jahre verpachtet werden. Sie umfassten damals zusammen 2423 Morgen Acker, 561 Morgen Wiesen, 274 Morgen Weiden, 35 Morgen Gärten, 21 Morgen Hof- und Baustellen, 9 Morgen Wasser und 54 Morgen an Unland und Wegen, insgesamt 3380 Morgen (auch hier ergibt die Addition nur 3377 Morgen!). Dazu gehörten eine Brennerei und eine Ziegelei. Die jährliche Pachtsumme sollte 9330 Taler betragen. Der künftige Pächter musste außerdem ein Vermögen von mindestens 40.000 Taler nachweisen. Der alte (Mit-)Pächter war auch der neue Pächter der beiden Vorwerke, nämlich Friedrich Karbe. Er war einer der ersten, die sich die neue Telegraphie zu Nutze machte. Er ließ 1865 die beiden Vorwerke mittels eines telegrafischen Drahtes verbinden.
1871 wohnten sogar 54 Menschen in den drei Häusern. Für 1890 wurden keine separaten Einwohnerzahlen für Steinberg erhoben; der Gutsbezirk Neuendorf hatte insgesamt 212 Einwohner.
Das Generaladressbuch von 1879 gibt nun die Größe erstmals in Hektar an, leider nicht separat für das Vorwerk in Neuendorf und das Vorwerk Steinberg. Insgesamt hatten die zwei Vorwerke eine Größe von 819,53 ha, davon 610,93 ha Acker, 137,35 ha Wiesen, 68,55 ha Hutung und 2,7 ha Wasser. Der Grundsteuerreintrag ist mit 16.896 Mark beziffert. Pächter war Oberamtmann Friedrich Karbe. In den Handbücher des Grundbesitzes im Deutschen Reiche von 1885 und 1896 sind die entsprechenden Zahlen: 971 ha Gesamtgröße, 671 ha Acker, 102 ha Wiesen, 83 ha Hutung, 4 ha Oedland und 111 ha Wasser. Der Grundsteuerreintrag war nun mit 17.380 Mark angesetzt. An industriellen Anlagen sind genannt: eine Brennerei, eine Dampfmahlmühle und eine Ziegelei. Pächter war nun Sigm. Meyer. Bis 1903 hatte erneut der Pächter gewechselt, er hieß nun Otto.
In Niekammer’s Güter-Adressbuch der Provinz Brandenburg von 1907 ist der Pächter mit vollem Namen, Georg Otto aufgeführt. Nach diesem Werk hatten die beiden Vorwerke zusammen eine Größe von 867 ha, davon 668 ha Acker, 131 ha Wiesen, 50 ha Hutung, 16 ha Unland und 2 ha Wasser. Der Grundsteuerreinertrag ist nun mit 17.597 Mark angesetzt. Auf den beiden Vorwerken wurden 34 Pferde184 Stück Rindvieh, davon 34 Kühe, 32 Schafe und 109 Schweine gehalten. An industriellen Anlagen ist jetzt nur noch eine Brennerei angegeben.
1921 nennt das Handbuch des Grundbesitzes wieder etwas abweichende Zahlen. 617 ha Acker, 140 ha Wiesen, 69 ha Hutung, 40 ha Wald, 44 ha Unland und 3 ha Wasser (ergibt: 913 ha). Der Tierbestand belief sich auf 38 Pferde, 172 Stück Rindvieh, davon 51 Kühe, 2 Deckbullen, 45 Zugochsen und 10 Schweine. Unter der Rubrik Industriellen Anlagen ist weiterhin eine Brennerei genannt. Pächter war immer noch Georg Otto. Auch im letzten der Niekammer’schen Güterbücher ist Georg Otto als Pächter vermerkt. Die dort noch genannten Zahlen beziehen sich auf 1928 und die Verhältnisse vor der Auflösung der Gutsbezirke und der Fusion mit dem Gemeindeland, respektive vor allem aber vor den Auswirkungen der großen Wirtschaftskrise und deren oft enormen Umwälzungen.
| Jahr      | 1840 | 1846 | 1858 | 1871 | 1925 |
| Einwohner | 37   | 40   | 47   | 54   | 4    |

## Kommunale Geschichte
Vorwerk Steinberg wurde vom Schulamt Neuendorf aufgebaut und gehörte ab Mitte des 19. Jahrhunderts zum Gutsbezirk Neuendorf. Neuendorf und Steindorf wurden damals zum Kreis Angermünde gerechnet.
1874 wurde das Schulamt Neuendorf aufgelöst, die hoheitlichen Befugnisse dem Kreis Angermünde übertragen bzw. den neu gegründeten Amtsbezirken. Neuendorf und das Vorwerk Steinberg wurden dem Amtsbezirk 12 Neuendorf des Kreises Angermünde zugewiesen. Amtsvorsteher wurde Friedrich Karbe, der Pächter des Schulgutes Neuendorf, sein Stellvertreter war der Bürgermeister von Oderberg Brenger.
1928 wurde der Gutsbezirk Neuendorf aufgelöst. Teile wurden an die Landgemeinden Lunow und Hohensaaten angeschlossen. Aus dem Rest und Teilen des Gutsbezirks Freienwalde Forst wurde die Landgemeinde Neuendorf neu gebildet (heute Oderberg-Neuendorf).

## Pächter (Übersicht)
- 1825 Friedrich Wilhelm Karbe (1793–1855, Sohn des vorherigen Pächters des Schulamtes Neuendorf Adam Christian Karbe und der Julie Schulze), Oberamtmann[23][24]
- 1839 (Friedrich Wilhelm) Karbe, Amtsrat[25]
- 1848 (bis 1855) Friedrich Wilhelm Karbe, Amtsrat[26]
- (1855–)1861 verw. Frau Amtsrätin Henriette Karbe, geb. Baath (1799–1874),[27] (Christian) Friedrich Karbe, Amtsassistenz,[5][6] 1861 als Mitpächter angenommen.[6]
- 1868 Friedrich (Fritz) Karbe, Lieutn. a. D., Amtsverwalter[28] 1869 erhielt er den Titel Oberamtmann[29]
- 1874 (Friedrich) Karbe, Oberamtmann[30] (Vermerk: Die Domänen-Pacht- und Domänen-Rent-Aemter sind mit Einführung der Kreisordnung vom 13. Decbr. 1872 eingegangen.)
- 1879 (Friedrich) Oberamtmann Karbe[13]
- 1885 Sigm. Meyer[14]
- 1896 Meyer, Oberamtmann[15]
- 1903 Otto, Pächter[16]
- 1907 Georg Otto, Pächter[17]
- 1914 Georg Otto, Oberamtmann[31]
- 1921 Otto, Oberamtmann[18]
- 1923 Georg Otto, Oberamtmann[32]
- 1929 Georg Otto, Oberamtmann[19]